# Claire Luce
Ne doit pas être confondu avec Clare Boothe Luce.
Pour les articles homonymes, voir Luce.
Claire Luce est une actrice et danseuse américaine, née à Syracuse (État de New York) le 15 octobre 1903, morte à New York le 31 août 1989.

## Biographie
Durant sa carrière, Claire Luce est surtout active au théâtre, se produisant à Broadway entre 1923 et 1952, dans des pièces, revues et comédies musicales. En particulier, elle interprète Mimi Glossop, aux côtés de Fred Astaire, dans la comédie musicale Gay Divorce (incluant le standard Night and Day ; musique et lyrics de Cole Porter), créée à Broadway en 1932, puis reprise à Londres (Angleterre) en 1933, avant d'être adaptée au cinéma en 1934 — sous le titre The Gay Divorcee (titre français : La Joyeuse Divorcée), avec Ginger Rogers dans le rôle de Mimi —.
Claire Luce joue également l'épouse de Curley, dans la pièce adaptée du roman de John Steinbeck Des souris et des hommes (Of Mice and Men), créée à Broadway en 1937. Deux ans après, en 1939, elle reprend ce rôle dans la création de la pièce à Londres. Alors installée en Angleterre (notamment durant toute la Seconde Guerre mondiale), elle y poursuit sa carrière théâtrale — entre autres, dans le répertoire de William Shakespeare — jusqu'en 1946, année où elle revient aux États-Unis.
En 1930, l'actrice participe à un premier film (américain) réalisé par John Ford. Par la suite, elle ne tournera que cinq films, tous britanniques, de 1935 à 1938. Elle apparaît également à la télévision entre 1949 et 1955, dans six séries (dont quatre consacrées au théâtre).

## Filmographie complète

### Au cinéma
(films britanniques, sauf mention contraire)
- 1930 : Up the River de John Ford (film américain)
- 1935 : Vintage Wine d'Henry Edwards
- 1935 : Lazybones de Michael Powell
- 1937 : Let's Make a Night of it de Graham Cutts
- 1937 : Mademoiselle Docteur (Under Secrets Orders) d'Edmond T. Gréville
- 1938 : Over she goes de Graham Cutts

### À la télévision
- 1949 : The Philco Television Playhouse, deux épisodes
- 1951-1952 : Cameo Theatre, quatre épisodes
- 1952 : Tales of Tomorrow, un épisode
- 1952 : Lights Out, un épisode
- 1953-1954 : Broadway Television Theatre, quatre épisodes
- 1955 : Matinee Theatre, un épisode

## Théâtre
(Pièces, sauf mention contraire)

### À Broadway
- 1923-1924 : Little Jesse James, comédie musicale, musique d'Harry Harcher, lyrics et livret d'Harlan Thompson, avec Miriam Hopkins
- 1924 : Dear Sir, comédie musicale, musique de Jerome Kern, lyrics d'Howard Dietz, livret d'Edgar Selwyn, avec Genevieve Tobin
- 1924-1925 : Music Box Revue (1924), revue, musique et lyrics d'Irving Berlin
- 1926 : No Foolin', revue produite par Florenz Ziegfeld, musique de Rudolf Friml, lyrics de Gene Buck, Irving Caesar et Ballard MacDonald, livret de J. P. McEvoy et James Barton, avec Paulette Goddard, Greta Nissen
- 1927-1928 : Ziegfeld Follies of 1927, revue produite par Florenz Ziegfeld et A. L. Erlanger, musique et lyrics d'Irving Berlin, livret d'Eddie Cantor et Harold Atteridge, avec E. Cantor
- 1929 : Scarlet Pages de Samuel Shipman et John B. Hymer, avec Jean Adair, Elsie Ferguson
- 1931-1932 : Society Girl de John Larkin Jr., mise en scène de Stanley Logan, avec Brian Donlevy
- 1932-1933 : Gay Divorce, comédie musicale, musique et lyrics de Cole Porter, livret de Dwight Taylor adapté par Kenneth S. Webb et Samuel Hoffenstein, orchestrations de Robert Russell Bennett et Hans Spialek, mise en scène d'Howard Lindsay, avec Fred Astaire, Eric Blore, Erik Rhodes
- 1937-1938 : Des souris et des hommes (Of Mice and Men), adaptation du roman éponyme de John Steinbeck, mise en scène de George S. Kaufman, avec Broderick Crawford, Wallace Ford, Walter Baldwin
- 1947 : Portrait in Black d'Ivan Goff et Ben Roberts
- 1950 : With a Silk Thread de (et mise en scène par) Elsa Shelley
- 1951 : La Mégère apprivoisée (The Taming of the Shrew) de William Shakespeare, avec George Roy Hill
- 1952 : Beaucoup de bruit pour rien (Much ado about nothing) de William Shakespeare, avec Melville Cooper

### En Angleterre
- 1933-1934 : Gay Divorce, reprise de la comédie musicale sus-visée, avec Fred Astaire, Claud Allister, Olive Blakeney, Eric Blore, Erik Rhodes (Londres, puis Birmingham)
- 1939 : Des souris et des hommes (Of Mice and Men), reprise de la pièce adaptée du roman de Steinbeck sus-visée, avec Niall MacGinnis, John Mills (Londres)
- 1941 : La Mégère apprivoisée (The Taming of the Shrew) de William Shakespeare (Londres)
- 1944 : Les Joyeuses Commères de Windsor (The Merry Wives of Windsor) et Beaucoup de bruit pour rien (Much ado about nothing) de William Shakespeare (Bristol)
- 1945 : La Nuit des rois, ou Ce que vous voudrez (Twelfth Night, or What you will, avec Moira Lister), Les Joyeuses Commères de Windsor (The Merry Wives of Windsor) et Antoine et Cléopâtre (Antony and Cleopatra, avec Moira Lister) de William Shakespeare (Festival Shakespeare, Stratford-upon-Avon)
- 1946 : La Foire aux vanités (Vanity Fair), adaptation par Constance Cox du roman éponyme de William Makepeace Thackeray (Londres)